# Aleksej Zjamnov
Aleksej Joerjevitsj Zjamnov (Russisch: Алексей Юрьевич Жамнов) (Moskou, 1 oktober 1970) is een Sovjet-Russisch ijshockeyer.
Zjamnov won tijdens de Olympische Winterspelen 1992 de gouden medaille met het Gezamenlijk team.
Zjamnov speelde ook voor verschillende teams in de NHL.